# Кутопъюган (приток Ёкаръёгарта)
Кутопъюган (устар. Кутоп-Юган) — река в Ханты-Мансийском АО России. Устье реки находится в 4 км по левому берегу реки Екаръёгарт. Длина реки составляет 16 км.

## Данные водного реестра
По данным государственного водного реестра России относится к Нижнеобскому бассейновому округу, водохозяйственный участок реки — Обь от впадения Иртыша до впадения реки Северная Сосьва, речной подбассейн реки — бассейны притока Оби от Иртыша до впадения Северной Сосьвы. Речной бассейн реки — (Нижняя) Обь от впадения Иртыша.
Код водного объекта в государственном водном реестре — 15020100112115300022153.